# Echinopla circulus
Echinopla circulus (лат.) — вид муравьёв рода Echinopla из подсемейства формицины (Formicinae, Camponotini). Встречаются в Юго-Восточной Азии (остров Борнео).
Вид был впервые описан в 2015 году австрийскими мирмекологами Гербертом Зеттелом и Alice Laciny (Zoological Department, Natural History Museum, Вена, Австрия) и назван по признаку размещённых по кругу морщинок на первом тергите брюшка (лат. circulus).

## Описание
Среднего размера муравьи чёрного цвета (ноги частично желтоватые или коричневые). Длина рабочих от 6,4 до 7,8 мм. Длина головы рабочих от 1,67 до 1,93 мм. Длина скапуса усика от 1,57 до 1,83 мм. Отличается длинными тёмными волосками (на голове они расположены на мелких выступах) и морщинками на первом тергите брюшка. Голова субтрапециевидная, брюшко округлой формы. Покровы плотные, с грубой пунктировкой и морщинками. Заднегрудка округлая без проподеальных зубцов, однако петиоль несёт сверху несколько шипиков. Усики у самок и рабочих 12-члениковые (у самцов усики состоят из 13 сегментов). Жвалы рабочих с пятью зубцами. Нижнечелюстные щупики 6-члениковые, нижнегубные щупики состоят из четырёх сегментов. Голени средних и задних ног с одной апикальной шпорой. Стебелёк между грудкой и брюшком состоит из одного сегмента (петиоль).